# Linderman Creek
Linderman Creek – strumień w Stanach Zjednoczonych, w stanie Nowy Jork, w hrabstwie Tompkins. Zarówno długość cieku jak i powierzchnia zlewni nie zostały określone. Strumień jest jednym z dopływów Cayuga Inlet.